# Koenzim-A
A koenzim-A (CoA, CoASH, vagy HSCoA) egy koenzim, amely  a zsírsavszintézis, a zsírsavoxidáció és a piruvát oxidáció (citromsavciklus) folyamataiban vesz részt. A fehérjék könnyen leválasztható része, egy nem-fehérje enzimalkotó; vagyis koenzim. Acilcsoportokat (RCO-) szállít.
Az emberi szervezet ciszteinből, pantoténsavból (B5-vitamin) és ATP-ből állítja elő.

## Bioszintézis
A koenzim-A ötlépcsős folyamatban képződik pantoténsavból.
1. a pantotenát-kináz enzim segítségével a pantotenát 4′-foszfopantotenáttá foszforilálódik
2. a foszfopantotenoil-cisztein-szintetáz enzim segítségével cisztein kapcsolódik a  4′-foszfopantotenáthoz és  4′-foszfo-N-pantotenoil-cisztein (PPC) képződik
3. a PPC a foszfopantotenoil-cisztein dekarboxiláz enzim segítségével  4′-foszfopantetein-né dekarboxilálódik
4. a 4′-foszfopantetein defoszfo-CoA-vá adenilálódik a  foszfopantetein-adenilil-transzferáz enzim által.
5. végül a defoszfo-CoA a defoszfo-koenzim-A kináz enzim és ATP hatására koenzim-A-vá foszforilálódik.

## Funkció
Mivel a koenzim-A egy tiol, karbonsavakkal tioésztereket képezhet, tehát acilcsoportot képes szállítani.
Az acetilcsoportot szállító koenzim-A-molekulát acetil-koenzim-A-nak (acetil-CoA) nevezik. Ha nem kapcsolódik hozzá acilcsoport, egyszerűen CoA-ként, vagy CoASH-ként, HSCoA-ként jelölik.

## Koenzim-A által aktivált acilcsoportok
- acetil-CoA
- propionil-CoA
- acetoacetil-CoA
- kumaroil-CoA (flavonoid és sztilbenoid bioszintézis)
- dikrarbonsavak acilszármazékai
  - malonil-CoA
  - szukcinil-CoA
  - hidroximetilglutaril-CoA (izoprének bioszintézise)
  - pimelil-CoA (biotin bioszitézise)

## Szerkezet

A koenzim-A szerkezete

Ciszteaminból (5), β-alaninból (4), pantoinsavból (3) és egy 3′-foszforilált adenozin-difoszfát (ADP; 1+2) molekularészből  épül fel, ahol a foszfát  a ribózrész 3-as szénatomjához kapcsolódik. A β-alanin és a pantoinsav együtt alkotják a pantoténsavat (B5-vitamin), amely a ciszteaminnal panteteint képez. A CoA tehát 3-foszfo-ADP-ből és panteteinből tevődik össze.
A molekula (5) végén látható -SH-csoport neve szulfhidril- vagy tiolcsoport, aminek a párja a kevésbé reaktív, oxigén tartalmú alkoholos hidroxilcsoport. Az enzimatikus működés során a ciszteaminrész ezen tiolcsoportjához kötődnek a szállítandó acilcsoportok, tioésztereket képezve.